# Jock White
John « Jock » White (né le 27 août 1897 à Coatbridge en Écosse et mort le 11 février 1986) était un footballeur écossais.

## Biographie

### Carrière
Il a notamment joué pour les clubs des Albion Rovers et du Heart of Midlothian, équipe de son pays natal, puis au Leeds United en Angleterre.
Il a également joué deux matchs internationaux avec l'équipe d'Écosse. Il est le seul joueur écossais des Albion Rovers à avoir été cappé avec l'Écosse tandis qu'il évoluait au club.

### Famille
Jock fut l'un d'une famille de quatre frères qui furent tous professionnels de football — Willie fut gardien de but pour Heart of Midlothian et Southampton, Thomas évolua avec Motherwell et James avec Alloa Athletic.
Il était également le beau-frère d'Andrew Anderson, qui a aussi joué à Heart of Midlothian et en équipe d'Écosse, quelques années après lui.

## Palmarès
Heart of Midlothian FC
- Meilleur buteur du Championnat d'Écosse de football (1) :
  - 1923: 30 buts.